# Rikets sal, Gävle
Rikets sal är en kyrkobyggnad i Gävle.